# The Crist Brothers
The Crist Brothers (oVe) es un tag team de lucha libre profesional que consiste en los hermanos David Crist, Jr. (nacido el 10 de noviembre de 1982) y John Crist (nacido el 13 de julio de 1984) (ahora conocidos como Dave Crist y Jake Crist). 
Durante gran parte de su carrera han luchado en el circuito independiente del Medio Oeste, especialmente en Heartland Wrestling Association como The Irish Airborne. También lucharon por Combat Zone Wrestling, Chikara, IWA Mid-South y Ring of Honor, así como por las empresas canadienses Far North Wrestling, UWA Hardcore Wrestling y Impact Wrestling. Después de años de ser el aerotransportado irlandés, cambiaron su nombre a Ohio Is 4 Killers (OI4K). El equipo actualmente también compite por Juggalo Championship Wrestling como The Ring Rydas.
Son dos veces Campeones en Parejas tras ser una vez Campeones Mundiales en Parejas de CZW y una vez Campeones Mundiales en Parejas de Impact.
Como competidores individuales, Jake es una vez Campeón de la División X de Impact.

## Primeros años
Tanto Dave como Jake eran fanáticos de la lucha libre profesional, favoreciendo los estilos de lucha de una naturaleza más extrema, como el combate de The Hardy Boyz in Tables, Ladders y Chairs y la promoción Extreme Championship Wrestling. Los dos hermanos, junto con otros amigos de la escuela secundaria, comenzaron una empresa de lucha libre en el jardín. La promoción atrajo la atención de un gran número de estudiantes de su escuela secundaria e incluso llamó la atención de los medios locales en un segmento de noticias. Fueron presentados a su entrenador Bill Kovaleski, quien estaba en el proceso de formar una empresa independiente y buscaba jóvenes talentos. A partir de ese momento, comenzaron a entrenarse formalmente como luchadores individuales bajo los nombres de Lotus y Crazy J. En una promoción local llamada UCW, hubo un encuentro casual con Shark Boy, quien invitó a los hermanos a una lucha en su compañía Buckeye Pro Wrestling.

## Historia

### Buckeye Pro Wrestling (2004)
Bajo los nombres de Lotus y Crazy J, los Crists hicieron su debut en Buckeye Pro Wrestling contra Dean y Chet Jablonski en los que fueron derrotados. El Airborne continuó luchando a través de las filas de BPW que a menudo se peleaban con el equipo de American Youth, y finalmente los derrotaron el 24 de febrero de 2004 para convertirse en los Campeones en Parejas de BPW. Durante su estadía en BPW, los Irish Airborne tuvieron oportunidades de trabajar en programas de empresa cruzada con Heartland Wrestling Association y finalmente se les ofreció una lucha con el HWA.

### Heartland Wrestling Association (2004-presente)
Ahora logrando su objetivo de la escuela secundaria, el Irish Airborne entró en HWA. Se convirtieron en favoritos instantáneos de los fanáticos debido a su desempeño en BPW y la base de fanáticos compartidos. Su primer combate de cuatro luchadores con Viper y Zeta contra 4BJ, J.T. Stahr y Jimmy Turner y Ala Hussein. Airborne tuvo un éxito continuado en HWA que condujo a una victoria en el campeonato por el título del equipo contra la Necesidad necesaria en mayo de 2005. Como el éxito llegó rápidamente para los hermanos, también lo hizo la tensión, lo que finalmente llevó a una sangrienta pelea que comenzó en el otoño de 2005 y duró hasta principios 2006. La disputa culminó en una de las mejores siete series en las que cada hermano intentaría superar al otro en cantidades de violencia e ingenio. La enemistad finalmente terminó en una de sus Ladder Matches más sangrientas y espantosas de HWA hasta la fecha. Ambos hombres, al darse cuenta de que ninguno de los dos podía superar al otro, terminaron la contienda y comenzaron a luchar como equipo una vez más.

### Nuevo nombre y Ring of Honor (2006-2007)
El 27 de enero de 2006, los Crists tuvieron la oportunidad de luchar en un dark match en Ring of Honor en el que Lotus derrotó a Crazy J. A la noche siguiente nuevamente se les dio la oportunidad de luchar en un combate oscuro, esta vez como equipo ante Shane Hagadorn y Conrad Kennedy III en el que ganaron. El 4 de marzo de 2006, en un programa de Insanity Pro Wrestling en Indianápolis, Indiana, Airborne anunció que ya no lucharía con los nombres de Lotus y Crazy J, sino con sus nombres reales de Dave y Jake Crist.

### Big Japan Pro Wrestling (2013)
El 10 de septiembre de 2013, Big Japan Pro Wrestling anunció que Irish Airborne, que representa a CZW, haría su debut en Japón cuando participe en la Dai Nihon Saikyo Tag League 2013, que se extiende desde el 25 de septiembre hasta el 22 de noviembre. Airborne terminó su torneo el 18 de octubre con un récord de dos victorias y tres derrotas, al no poder avanzar desde su bloqueo.

### Impact Wrestling (2017-2020)
Hicieron su debut en Impact Wrestling el 17 de agosto en Destination X, bajo el nombre de Ohio Versus Everything (oVe), derrotando a Jason Cade y Zachary Wentz en una lucha de equipo. El 20 de agosto, derrotaron a The Latin American Xchange (Santana & Ortiz) para ganar el Campeones Mundiales en Parejas de Impact en Victory Road. El 12 de octubre en Impact!, LAX invocó su cláusula de revancha al desafiar a una Lucha callejera 5150 en Bound for Glory. Al aceptar, LAX atacó oVe. En Bound for Glory, Sami Callihan debutaría y establecería su alianza con los hermanos Crist en Impact Wrestling ayudándolos a derrotar a LAX, con Jake Crist soplando a Ortiz antes de que Callihan entregara un piledriver a través de una mesa para la victoria. Luego procedieron a atacar a LAX después del combate, lo que resultó en un doble giro en el que cambio a heel. Madman Fulton se uniría al grupo en marzo de 2019.
En las grabaciones de Impact del 19 de julio, Jake Crist derrotó a Rich Swann para ganar el Campeonato de la División X de Impact por primera vez en su carrera.

## Campeonatos y logros
- AAW: Professional Wrestling Redefined
  - AAW Tag Team Championship (4 veces) – Dave & Jake
  - Jim Lynam Memorial Tournament (2018)[9] – Callihan

- Alpha-1 Wrestling
  - A1 Tag Team Championship (1 vez)[10]– Dave & Jake

- Absolute Intense Wrestling
  - AIW Tag Team Championship (1 vez)[11] - Dave & Jake

- American Pro Wrestling Alliance
  - APWA World Tag Team Championship (1 time)[12]- Dave & Jake

- Combat Zone Wrestling
  - CZW Wired TV Championship (2 veces) – Dave (1) y Jake (1)
  - CZW World Tag Team Championship (1 vez) – Dave & Jake

- Destination One Wrestling
  - D1W Tag Team Championship (1 time)[13]- Dave & Jake
  - Harvest Cup (2014) – Dave

- Impact Wrestling
  - Impact X Division Championship (1 vez) – Jake
  - Impact World Tag Team Championship (1 vez) – Dave & Jake

- Heartland Wrestling Association
  - HWA Heavyweight Championship (2 veces) – Jake[14]
  - HWA Tag Team Championship (6 veces)[15][16]- Dave & Jake
  - HWA Television Championship (2 veces) - Lotus (Dave) (1), Crazy J (Jake) (1)
  - HWA Heartland Cup (2011) – Jake[17]

- Infinity Pro Reign
  - Infinity Pro Duos Championship (1 vez)[18]- Dave & Jake

- Insanity Pro Wrestling
  - IPW World Heavyweight Championship (1 vez) – Jake[19]
  - IPW Tag Team Championship (2 veces)[20]- Dave & Jake
  - IPW Junior Heavyweight Championship (5 veces) – Dave (2) y Jake (3)[21][22]
  - IPW Super Junior Heavyweight Tournament (2004, 2005, 2006) – Dave (2004, 2006)[21] y Jake (2005)[22]

- IWA East Coast
  - IWA East Coast Tag Team Championship (1 vez, actual)[23] - Dave & Jake

- Independent Wrestling Association Mid-South
  - IWA Mid-South Heavyweight Championship (2 veces) – Dave (1) y Jake (1)

- International Wrestling Cartel
  - IWC Tag Team Championship (1 vez) - Dave & Jake